# Arrest Foglia/Novello

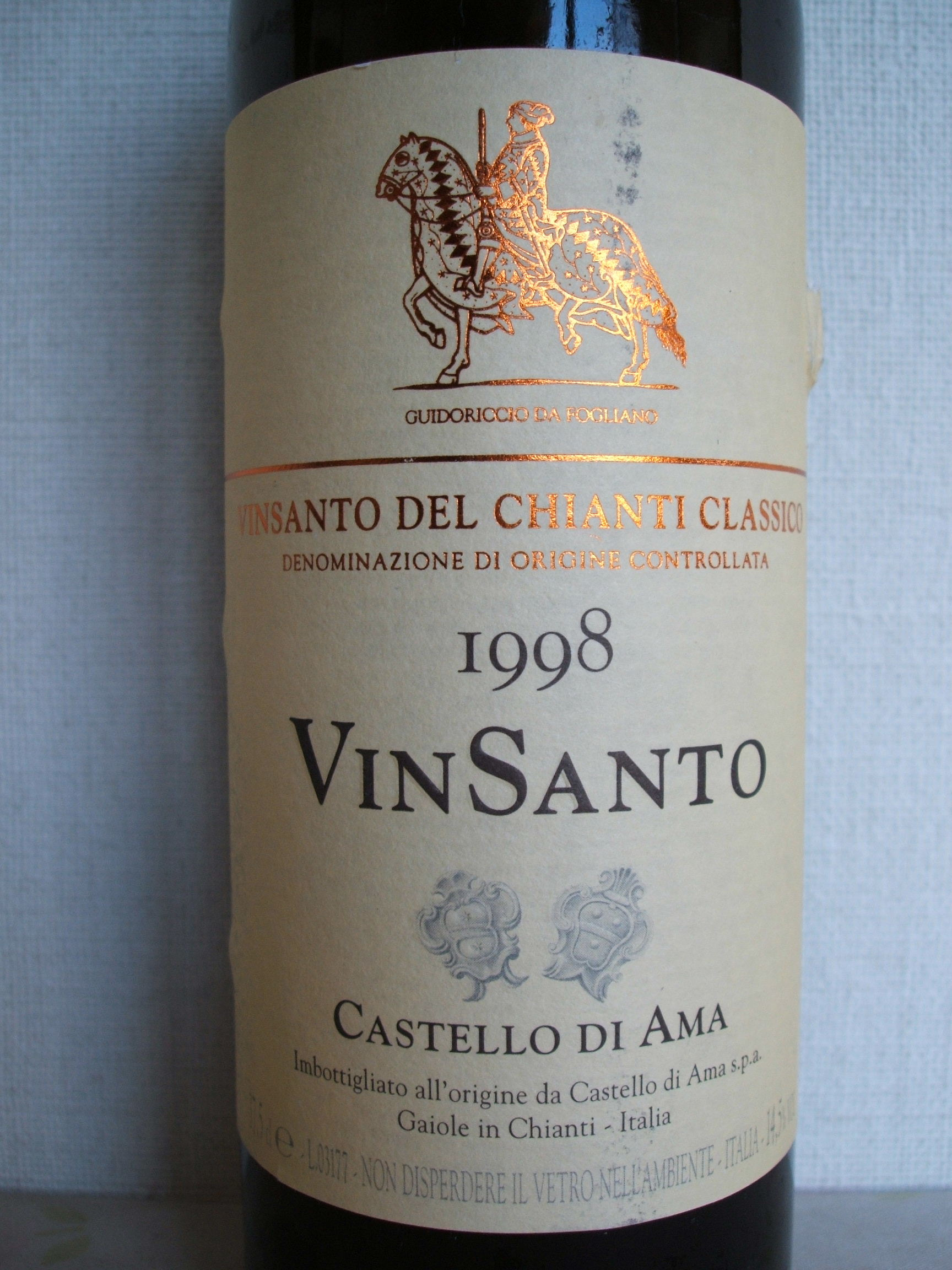
Vin santo, een Italiaanse dessertwijn

Het arrest Foglia / Novello is een uitspraak van het Europees Hof van Justitie van 16 december 1981 (zaak 244/80), inzake
een proefproces
voor een Italiaanse rechter
inzake een Franse verbruiksbelasting op likeurwijn.
Uiteindelijk ging het procespartijen om:
- de geldigheid van een Franse wettelijke regeling betreffende een verbruiksbelasting op likeurwijn,
- waarover een Italiaanse rechter zou moeten beslissen in een proefproces tussen twee Italiaanse personen,
- om een prejudiciële uitspraak van het Hof uit te lokken.

## Casus
Mariella Novello bestelt enige dozen met verschillende soorten Italiaanse likeurwijn bij Pasquale Foglia, wijnhandelaar in Piëmont (Italië), die in Menton (Frankrijk) moeten worden afgeleverd. Danzas bezorgt de bestelling. Novello ontvangt van Foglia een factuur voor (1) de koopsom van de likeurwijn en (2) de verzendkosten die Danzas in rekening heeft gebracht, inclusief (3) een bedrag aan Franse verbruiksbelasting op likeurwijn, dat Danzas heeft betaald.
Novello weigert echter het bedrag van de Franse verbruiksbelasting aan Foglia te betalen, omdat in de koopovereenkomst een bepaling was opgenomen "dat onwettige of onverschuldigde belastingen niet ten laste van Novello komen".
De vervoersovereenkomst tussen Foglia en Danzas bevatte een soortgelijke clausule "dat onwettige of onverschuldigde belastingen niet ten laste van Foglia komen". Desondanks had Foglia de factuur voor de verzendkosten volledig en zonder enig protest betaald.

## Procesgang
Foglia vordert betaling van het restant: het bedrag van de Franse verbruiksbelasting.
In de loop van de procedure vraagt Novello een declaratoir vonnis dat zij niets meer verschuldigd is.
De rechter in het hoofdgeding, de Pretore te Bra, verzoekt het Europees Hof van Justitie om een prejudiciële beslissing.
Dit is de eerste verwijzingsbeschikking.

Bij arrest van 11 maart 1980 (Foglia, zaak 104/79, Jurispr. 1980, blz. 745) heeft het Hof van Justitie de Pretore te Bra geantwoord dat het niet bevoegd was uitspraak te doen over de door de nationale rechter gestelde vragen.
In zijn arrest stelde het Hof vast dat partijen in het hoofdgeding uit waren op „een veroordeling van de Franse belastingregeling voor likeurwijn via een procedure voor een Italiaanse rechter tussen twee particulieren die het eens zijn over het te bereiken resultaat en die in hun overeenkomst een clausule hebben opgenomen die bedoeld is om de Italiaanse rechter tot een uitspraak op dat punt te brengen". Het Hof concludeerde daaruit dat:
„De taak die het Hof van Justitie bij artikel 177 EEG-Verdrag is opgedragen, erin bestaat de rechterlijke instanties van de Gemeenschap de gegevens voor de uitlegging van het gemeenschapsrecht te verschaffen, die zij nodig hebben voor de oplossing van echte geschillen waarvan zij kennisnemen. Zo men het Hof door middel van constructies als hiervoor beschreven, zou kunnen dwingen een uitspraak te doen, zou het gehele stelsel van rechtsmiddelen waarover de particulieren beschikken om zich te beschermen tegen de toepassing van met de verdragsbepalingen strijdige belastingwetten, in het gedrang worden gebracht."
— ECLI:EU:C:1981:302

Dezelfde rechter heeft het Hof opnieuw verzocht om een prejudiciële beslissing. Dit is de tweede verwijzingsbeschikking.

## Rechtsvraag
- Bevoegdheid van het Hof.

## Uitspraak Hof
Het Hof blijft bij zijn standpunt dat het niet bevoegd is.